# Sex Education
Sex Education är en brittisk dramakomedi-serie, producerad av Laurie Nunn. Serien hade premiär den 11 januari 2019 på Netflix. Huvudrollerna spelas av bland andra Asa Butterfield, Ncuti Gatwa, Emma Mackey och Gillian Anderson. Serien gästas av Mikael Persbrandt som gör en roll som hantverkare hos familjen Milburn.
Serien sändes i 32 avsnitt uppdelat på fyra säsonger. Den fjärde och sista säsongen hade premiär 21 september 2023.

## Handling
Serien handlar till största del om 16- och 17-åriga ungdomar som går på den fiktiva högstadieskolan Moordale Secondary i Storbritannien. Huvudpersonen, Otis Milburn, bor med sin mor Jean som driver sin egen verksamhet som sexterapeut.
Otis börjar plötsligt umgås med Maeve Wiley, en smart men något socialt utstött och rebellisk tjej. Tillsammans öppnar de sin egen sexklinik, där skolans elever kan få hjälp med sina sex- och relationsproblem.

## Rollista (i urval)

### Huvudroller
- Asa Butterfield spelar Otis Milburn, en blyg tonåring som kämpar med sin moders arbete och att hon lägger sig i hans privatliv.
- Gillian Anderson spelar dr Jean Milburn, en välkänd sexterapeut och Otis mor.
- Ncuti Gatwa spelar Eric Effiong, Otis bästa vän, som är gay och kommer från en religiös afrikansk familj.
- Emma Mackey spelar Maeve Wiley, en socialt utstött tjej som blir nära vän med Otis och startar en sexklinik med honom.
- Kedar Williams-Stirling spelar Jackson Marchetti, mästare i simning och ansiktet utåt för Moordale Secondary. Han utnyttjar Otis hjälp för att Maeve ska gilla honom och vilja bli hans flickvän.
- Connor Swindells spelar Adam Groff, rektorns son, elev på Moordale Secondary. Han har en väldigt trasslig familjesituation och på skolan mobbar han bland andra Eric.
- Alistair Petrie spelar Mr Groff, rektor på Moordale Secondary och en sträng fader som har ett väldigt spänt förhållande till sonen Adam.

### Biroller
- Mikael Persbrandt spelar Jakob, en svensk hantverkare och far till Ola. Han inleder ett förhållande med Jean efter att ha utfört jobb åt henne. Persbrandt har tre svenska repliker i första säsongen av serien.
- James Purefoy spelar Remi, Otis far och Jeans ex som bor i USA.
- Mimi Keene spelar Ruby, en av skolans mest populära men också en av de elakaste tjejerna. Ruby får problem efter att ett foto av henne naken sprids på skolan av hennes bästa vän.
- Aimee Lou Wood spelar Aimee, en annan av skolans populära tjejer. Hon har en hemlig vänskap med Maeve som avslöjas i slutet av första säsongen. Hon har alltid varit i en relation.
- Chaneil Kular spelar Anwar, ledaren av en populär grupp av elever känd som "The Untouchables" och precis som Eric är han öppen med sin homosexuella läggning.
- Simone Ashley spelar Olivia, en medlem av "The Untouchables" samt Otis och Maeves första kund i deras sexklinik.
- Patricia Allison spelar Ola, Jakobs dotter som så småningom blir vän med Otis; kanske blir de mer än bara vänner?
- Tanya Reynolds spelar Lily, en elev på skolan som längtar efter att ha sex och det spelar egentligen ingen roll med vem.

### Gäster
- Ezra Furman gästar TV-serien tillsammans med sitt band vid skolbalen i avsnitt 7 av första säsongen. Furman har också skrivit många av låtarna som används i serien.[2][3]

## Avsnitt

### Säsong 1
| Nr | Titel       | Regissör    | Författare                     | Släpptes        |
| -- | ----------- | ----------- | ------------------------------ | --------------- |
| 1  | "Avsnitt 1" | Ben Taylor  | Laurie Nunn                    | 11 januari 2019 |
| 2  | "Avsnitt 2" | Ben Taylor  | Laurie Nunn                    | 11 januari 2019 |
| 3  | "Avsnitt 3" | Ben Taylor  | Sophie Goodhart                | 11 januari 2019 |
| 4  | "Avsnitt 4" | Ben Taylor  | Laura Neal & Laurie Nunn       | 11 januari 2019 |
| 5  | "Avsnitt 5" | Kate Herron | Sophie Goodhart & Laura Hunter | 11 januari 2019 |
| 6  | "Avsnitt 6" | Kate Herron | Laurie Nunn & Freddy Syborn    | 11 januari 2019 |
| 7  | "Avsnitt 7" | Kate Herron | Sophie Goodhart                | 11 januari 2019 |
| 8  | "Avsnitt 8" | Kate Herron | Laurie Nunn                    | 11 januari 2019 |

### Säsong 2
| Nr | Titel       | Regissör        | Författare                  | Släpptes        |
| -- | ----------- | --------------- | --------------------------- | --------------- |
| 9  | "Avsnitt 1" | Ben Taylor      | Laurie Nunn                 | 17 januari 2020 |
| 10 | "Avsnitt 2" | Sophie Goodhart | Laurie Nunn & Mawaan Rizwan | 17 januari 2020 |
| 11 | "Avsnitt 3" | Sophie Goodhart | Sophie Goodhart             | 17 januari 2020 |
| 12 | "Avsnitt 4" | Alice Seabright | Laurie Nunn & Rosie Jones   | 17 januari 2020 |
| 13 | "Avsnitt 5" | Alice Seabright | Laurie Nunn & Richard Gadd  | 17 januari 2020 |
| 14 | "Avsnitt 6" | Ben Taylor      | Sophie Goodhart             | 17 januari 2020 |
| 15 | "Avsnitt 7" | Ben Taylor      | Laurie Nunn                 | 17 januari 2020 |
| 16 | "Avsnitt 8" | Ben Taylor      | Laurie Nunn                 | 17 januari 2020 |

### Säsong 3
| Nr | Titel       | Regissör          | Författare                    | Släpptes          |
| -- | ----------- | ----------------- | ----------------------------- | ----------------- |
| 17 | "Avsnitt 1" | Ben Taylor        | Laurie Nunn                   | 17 september 2021 |
| 18 | "Avsnitt 2" | Ben Taylor        | Sophie Goodhart               | 17 september 2021 |
| 19 | "Avsnitt 3" | Ben Taylor        | Laurie Nunn & Alice Seabright | 17 september 2021 |
| 20 | "Avsnitt 4" | Runyararo Mapfumo | Selina Lim                    | 17 september 2021 |
| 21 | "Avsnitt 5" | Ben Taylor        | Mawaan Rizwan                 | 17 september 2021 |
| 22 | "Avsnitt 6" | Runyararo Mapfumo | Temi Wilkey                   | 17 september 2021 |
| 23 | "Avsnitt 7" | Runyararo Mapfumo | Sophie Goodhart               | 17 september 2021 |
| 24 | "Avsnitt 8" | Runyararo Mapfumo | Laurie Nunn                   | 17 september 2021 |